# Sveriges Ångbåtsförening

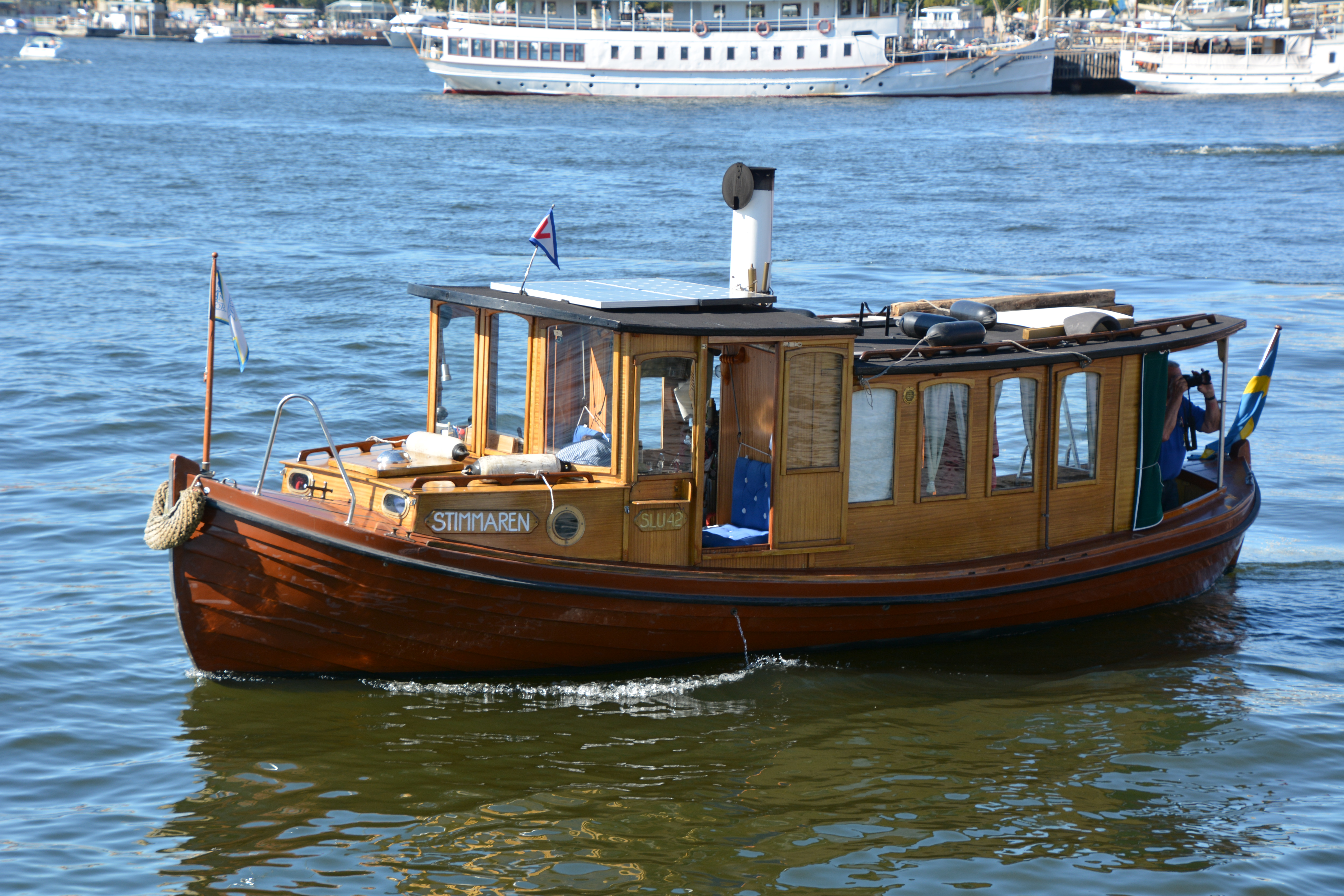
S/S Stimmaren, ångdrivet svenskt fritidsfartyg, i Stockholms hamn.

Sveriges Ångbåtsförening är en svensk ideell förening för att främja intresset för ångfartyg och öka ångbåtsägandet i Sverige.
Sveriges Ångbåtsförening bildades 1986, och utger den periodiska tidskriften SÅF-bladet samt den årliga publikationen Ångbåtstidtabell.